# Чёрная поливка

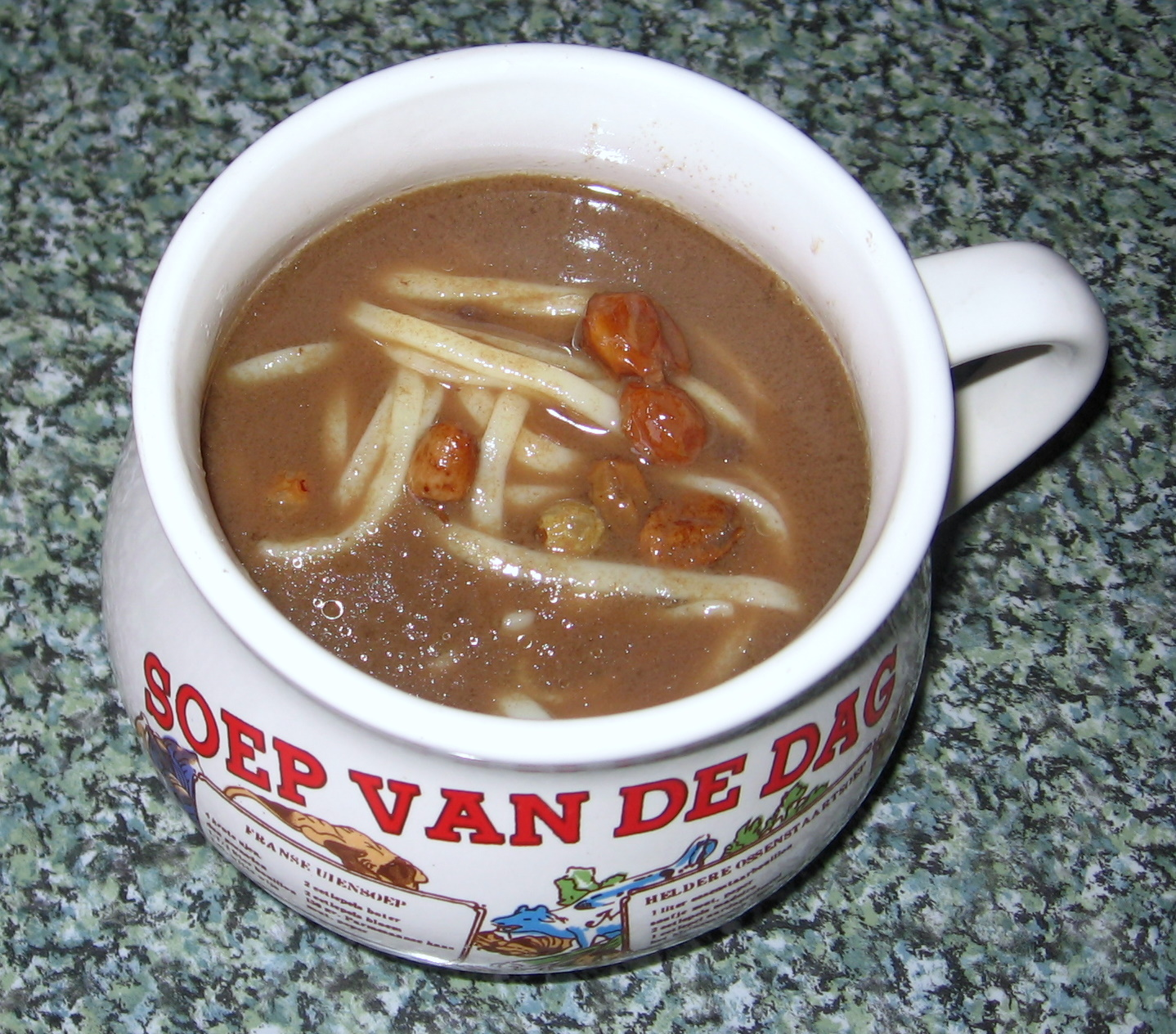
Чёрная поливка

Чёрная поливка или чернина — густой суп из свиной, гусиной или утиной крови, известный многим европейским народам.
Гусиную и утиную поливку варили из костей и потрохов, свежей крови (чтобы она не свернулась, в неё добавляли немного соли или уксуса), загущали мукой или тёртой булкой. Для улучшения вкуса добавляли сушёные сливы и яблоки, специи (перец, корицу, гвоздику). Подавали с нарезанными птичьими потрохами, клёцками и т. д.
Существует множество вариаций рецепта в различных местностях Белоруссии, Польши и Литвы.
Чёрная поливка служила символом отказа девушки или её родителей неудачному жениху (как, например, в поэме Адама Мицкевича «Пан Тадеуш»).
На Севере Германии и в Восточной Пруссии готовили похожее блюдо — густой суп шварцзауэр из свиной крови с мясной обрезью, который подавали с гарниром из картофеля или клёцек.